# Daucus tenuisectus
Daucus tenuisectus är en flockblommig växtart som beskrevs av Ernest Saint-Charles Cosson och Jules Aimé Battandier. Daucus tenuisectus ingår i släktet morötter, och familjen flockblommiga växter. Inga underarter finns listade i Catalogue of Life.